# Regmatodon gracillimus
Regmatodon gracillimus là một loài Rêu trong họ Regmatodontaceae. Loài này được (Müll. Hal. ex Kiaer) Paris miêu tả khoa học đầu tiên năm 1898.